# Jonas Müller (Handballspieler)
Jonas Müller (* 2. April 1996 in Gießen) ist ein deutscher Handballspieler. Der Spitzname „Gerd“ ist in Bezug auf seinen Nachnamen und seine Torgefährlichkeit eine Anspielung auf den Fußballer Gerd Müller.

## Karriere

### Verein
Müller begann seine Vereinslaufbahn bei der HSG Wettenberg in einem Nachbarort seiner  Geburtsstadt Gießen. Mit Wirkung zum 1. Juli 2012 wechselte er in die Nachwuchsabteilung der HSG Wetzlar. Dort durchlief er verschiedene Jugendmannschaften und erlebte erfolgreiche Jahre. So konnte er sich mit den Teams beispielsweise zwei deutsche Vize-Meisterschaften sichern: Am 8. Juni 2013 musste man sich im Finale um die B-Jugend-Meisterschaft nur den Füchsen Berlin geschlagen geben. Müller gelangen in diesem Spiel zwölf Treffer und die Entscheidung zum 39:41 fiel erst im Siebenmeterwerfen. Im Mai 2015 unterlag die HSG Wetzlar im Finale um die A-Jugend-Meisterschaft dem SC DHfK Leipzig (32:26 / 25:33).
Während der Bundesliga-Saison 2014/15 hatte Müller bereits am zehnten Spieltag (26. Oktober 2014) gegen den SC Magdeburg sowie am elften Spieltag (5. November 2014) gegen die SG BBM Bietigheim zum Aufgebot von Trainer Kai Wandschneider gezählt. Wenig später unterschrieb er dann am 7. November 2014 bei der HSG Wetzlar einen bis zum 30. Juni 2017 datierten Vertrag und wurde in den erweiterten Profikader aufgenommen. Ende April 2015 gab der Verein bekannt, dass Müller zur Saison 2015/16 per Zweitspielrecht an den TV Gelnhausen – damals gerade aus der Oberliga Hessen in die Ost-Staffel der dritten Liga aufgestiegen – ausgeliehen werde. Man wolle eine Kooperation zur Ausbildung von talentierten Nachwuchsspielern mit dem südhessischen Verein eingehen. Bis Mitte Februar 2016 hatte Müller für den TV Gelnhausen 67 Tore in Ligaspielen erzielt. Am 16. März 2016 lief er bei der 23:35-Niederlage gegen die SG Flensburg-Handewitt erstmals für die erste Mannschaft der HSG Wetzlar in der Bundesliga auf.
Anfang Juni 2016 teilten die Wetzlarer Verantwortlichen mit, dass sich Müller zur Saison 2016/17 dem mittelhessischen Zweitligaaufsteiger TV Hüttenberg anschließt. Dort wird er allerdings nur aushilfsweise zum Einsatz kommen. Stattdessen soll er per Zweitspielrecht bei der HSG Rodgau Nieder-Roden – also weiterhin in der Ost-Staffel der dritten Liga – Spielpraxis und Erfahrungen sammeln. Ab der Saison 2018/19 lief er für TuS Ferndorf auf.
Müller schloss sich im Sommer 2020 der 2. Mannschaft der HSG Wetzlar an, die unter den Namen HSG Dutenhofen-Münchholzhausen II antritt.

### Nationalmannschaft
Müller hinterließ beim Finalturnier um die deutsche B-Jugend-Meisterschaft 2013 einen derart guten Eindruck, dass DHB-Jugendkoordinator Christian Schwarzer auf ihn aufmerksam wurde. Er lud ihn zum zusätzlichen Fördertraining in den DHB-Nachwuchsstützpunkt im Wetzlarer Stadtteil Dutenhofen und berief ihn in den Kader der Jugend-Nationalmannschaft des Jahrgangs 1996 und jünger. Anfang Juli 2013 absolvierte Müller gleich drei Länderspiele gegen Frankreich. 2014 nahm er an der im August in Polen ausgetragenen U-18-Europameisterschaft teil. Bei diesem Wettbewerb erreichte die deutsche Mannschaft letztlich den siebten Platz.
Insgesamt absolvierte Müller 19 Spiele für die Jugendnationalmannschaft.

## Privatleben
Im Jahr 2015 legte er sein Abitur an der Herderschule Gießen ab.